# Mukhtarkhan Dildabekov
Mukhtarkhan Qabylanbekuly Dildabekov (in kazako Мұхтархан Қабыланбекұлы Ділдәбеков?; Şımkent, 19 marzo 1976) è un ex pugile kazako.

## Palmarès

### Olimpiadi
- 1 medaglia:
  - 1 argento (Sydney 2000 nei pesi supermassimi)

### Mondiali dilettanti
- 1 medaglia:
  - 1 argento (Houston 1999 nei pesi supermassimi)

### Giochi asiatici
- 3 medaglie:
  - 1 oro (Bangkok 1998 nei pesi supermassimi)
  - 2 argenti (Busan 2002 nei pesi supermassimi; Doha 2006 nei pesi supermassimi)

### Campionati asiatici
- 1 medaglia:
  - 1 bronzo (Puerto Princesa 2004 nei pesi supermassimi)